# Alberto Teta Lando
Teta Lando est un chanteur et musicien angolais né le 2 juin 1948 à Mbanza-Kongo, dans la province du Zaïre. Il est mort des suites d'un cancer à Colombes le 14 juillet 2008.

## Biographie
Il est né à Mbanza Congo, le chef-lieu de la province de Zaire au nord de l'Angola, dans une famille de 32 enfants ; il est d'origine Bakongo. Il n'est pas particulièrement connu en dehors des pays lusophones d'Afrique et du Portugal. Il commence sa carrière au cours des années 1960. Il écrit sa première chanson en 1964 et rencontre le succès dès 1965/1966 avec le titre Kinguibanza. Il est l'un des fondateurs du groupe Merengues.
Son œuvre traite de l'identité angolaise, de la guerre civile, et prend parfois la forme de saudades ayant pour thème l'exil, il chante aussi l'amour et la famille. Il chante tantôt en kikongo, tantôt en portugais. Ses titres les plus connus sont probablement Irmao ama teu irmao datant de 1975 et Eu vou voltar sorti en 1981.
Entre 1978 et 1989 il vit à Paris.
Durant les dernières années de sa vie, il s'était attelé à réunir différents musiciens angolais.
Il décède à Paris le 14 juillet 2008 des suites d'un cancer. Le chef de l'état angolais, José Eduardo Dos Santos, assiste à ses funérailles à Luanda.